# A DAL nélkül...
Az A DAL nélkül... Cseh Tamás 2009-ben kiadott, egy 1973-as a 25. Színházban tartott koncert amatőr felvételét tartalmazó CD-je, néhány 1974-es magánfelvétellel kiegészítve.
Gondolom, Gyurkó is azt hitte, hogy disszidálunk, hiszen ha valaki akkor kiment, akkor ötven százalékos esély volt rá, hogy nem jön vissza. Aztán mégis telefonált, s mi azt mondtuk, hogy rendben van. A meglévő dalokból összeállítottunk egy műsort, aminek Géza azt a címet adta, hogy „A Dal nélkül”. Elkezdtünk társakat keresni. Valaki ajánlotta az Ad Libitum együttest, ahol Novák János és Márta Pista játszottak. Novák csellózott, Pista zongorázott és Kecskeméti Gábor fuvolázott. Nagyon rövid idő alatt megtanultuk és készültünk az első színpadi fellépésre. Hihetetlen volt. A második előadásra már több százan jöttek, a lépcsőn ültek, a csilláron lógtak.

## Az album dalai
1. A Dal halála – I.
2. Füst, füst... (Végre egy dal a cigarettáról)
3. A rubinpiros tangó
4. Sohase láttam...
5. Balogh Ádám (Antoine és Désiré történelemkönyve)
6. Az ócska cipő
7. Arthur Rimbaud elutazik
8. A Dal halála – II.
9. Subi-dubi...
10. Verkliszó
11. Ha Koncz Zsuzsával járhatnék egyszer
12. Filmdal
13. Lee Van Cleef
14. Petőfi halála
15. Fűszálszobám
16. Szőke barátném
17. Az első fénykép
18. A színház

Bónusz felvételek (1974):
1. Vacak kis város
2. Esténként a kiskocsmában
3. Az atmoszférikus gondolat hidrológiai lecsapódása
4. Az utolsó nyáron
5. Szomszédom, Cseh Tamás

## A felvétel keletkezéstörténete
A koncertet az esten zenészként szintén fellépő Kecskeméti Gábor rögzítette, a kor "szokásának" megfelelően. A szalagot a zenész az eredeti koncert után vagy 35 évvel találta meg, amit feljavítás után 2009-ben adott ki a Hungaroton.
Látva mindezt elhatároztam, hogy a következő estre magammal viszem a Tesla B43 típusú orsós sztereó magnetofonomat (az akkori szocialista HI-FI csúcskészüléket), egy Philips sztereo mikrofonnal kiegészítve és - a kazettásnál jobb minőségben - magam is rögzítem a műsort, melyen egyébként fuvolásként voltam jelen.

## A közreműködő zenészek
- Cseh Tamás – ének, gitár

Ad Libitum együttes (a '73-as felvételen):
- Kecskeméti Gábor – fuvola, vokál
- Márta István – gitár, xilofon, citera, ütőhangszerek, vokál
- Novák János – cselló, gitár, mandolin, babazongora, vokál

## Külső hivatkozások
- Dal nélkül Archiválva 2013. szeptember 21-i dátummal a Wayback Machine-ben – Interjú Cseh Tamással a Heti Válaszban, 2009;
- A DAL nélkül – Bereményi Géza fülszövege a Világ peremén blogból;
- A dal a miénk – Előkerültek Cseh Tamás elveszett dalai – a kultúrpart cikke, 2009 május;